# Fabian Hinrichs

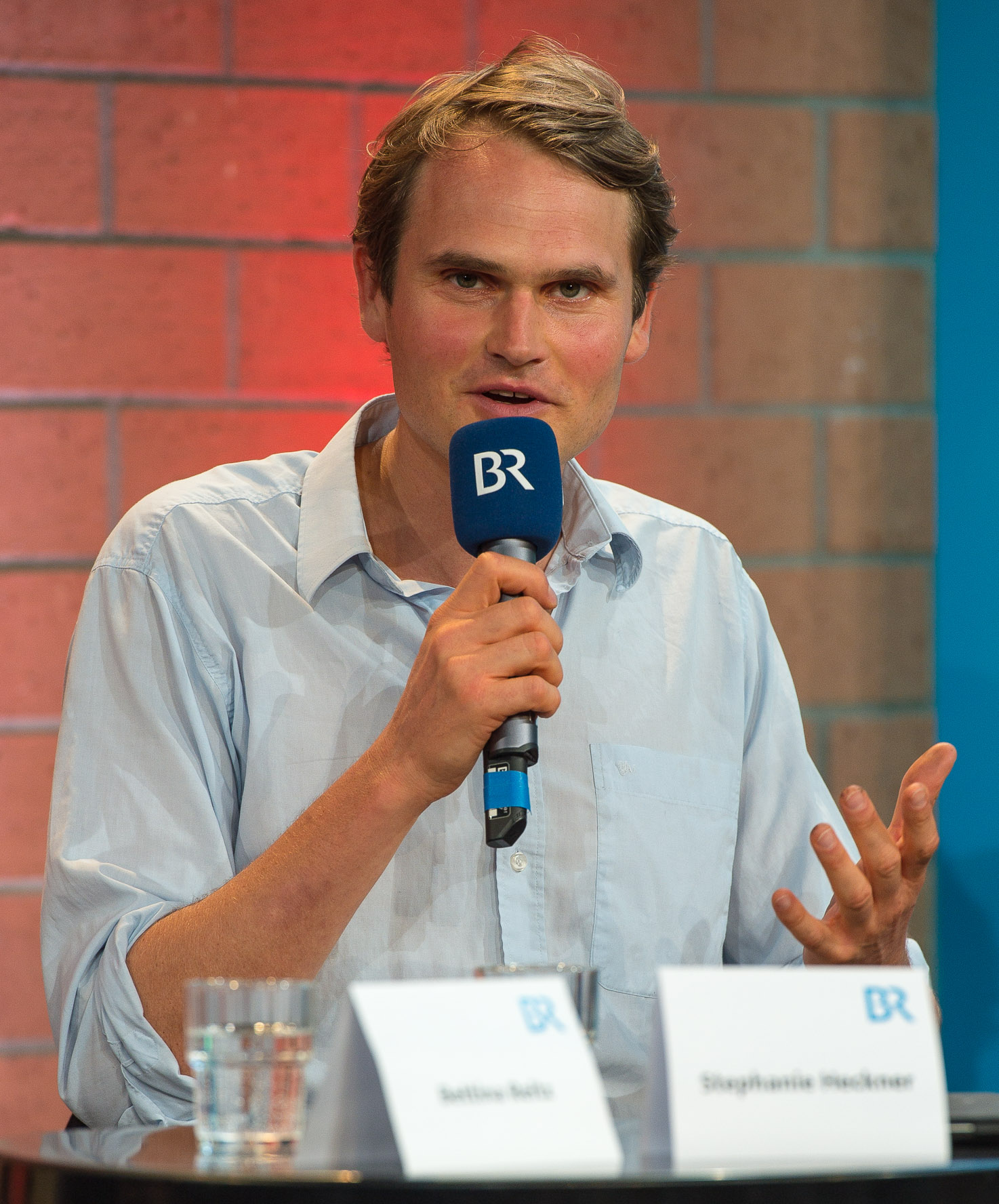
Fabian Hinrichs auf der Pressekonferenz zum Franken-Tatort, 2014

Fabian Hinrichs (* 22. November 1974 in Hamburg) ist ein deutscher Schauspieler. Seinen Durchbruch hatte er 2005 durch seine Darstellung des Widerstandskämpfers Hans Scholl im Oscar-nominierten Spielfilm Sophie Scholl – Die letzten Tage. Einem breiten Fernsehpublikum ist er als Kommissar Felix Voss im Franken-Tatort bekannt.

## Leben

### Herkunft und Ausbildung
Fabian Hinrichs ist der Sohn eines Polizisten und einer Sekretärin. Sein Großvater war ebenfalls Polizist, und auch sein Bruder ist im Polizeidienst tätig. Nach dem Abitur begann er ein Jurastudium, das er allerdings vorzeitig abbrach, um von 1997 bis 2001 an der Westfälischen Schauspielschule Bochum zu studieren. 2010 schrieb Hinrichs sich für ein Politikstudium an der Freien Universität Berlin ein, wechselte dann aber in ein Studium von Geschichte und Philosophie an der Fernuniversität Hagen.

### Theater
Nach Abschluss seiner Schauspielausbildung gehörte Hinrichs von 2000 bis 2005 dem Ensemble der Volksbühne Berlin an. Hier trat er unter anderem in den Stücken Paul und Paula, Endstation Amerika, Forever Young und Atta, Atta auf.
In der Spielzeit 2005/2006 war er bei den Münchner Kammerspielen in einer Hauptrolle in Iphigenie auf Tauris zu sehen, in der Spielzeit 2010/2011 stand er in dem Stück XY Beat von René Pollesch dort wieder auf der Bühne. In der Theatersaison 2007/2008 trat er in Schorsch Kameruns Projekt Biologie der Angst im Schauspielhaus Zürich auf. Im Rahmen der Wiener Festwochen 2009 spielte er in Schorsch Kameruns Bei aller Vorsicht den Profi aus Deutschland.
2010 trat Hinrichs in der Berliner Volksbühne als Protagonist in René Polleschs Solostück Ich schau dir in die Augen, gesellschaftlicher Verblendungszusammenhang! auf. Dafür erhielt er eine Auszeichnung als Schauspieler des Jahres in der Kritikerumfrage der Zeitschrift Theater heute.
Im Oktober 2010 wurde im Deutschen Schauspielhaus in Hamburg das von Studio Braun inszenierte Theaterstück Rust – Ein deutscher Messias uraufgeführt, in dem Hinrichs die Hauptrolle des Mathias Rust übernahm. Ab Januar 2012 spielte er den Ich-Erzähler im Theaterstück Kill your darlings! Streets of Berladelphia von René Pollesch, mit dem er 2012 beim Berliner Theatertreffen eingeladen war und den Alfred-Kerr-Darstellerpreis gewann.
2019 führte er zusammen mit René Pollesch Regie des gemeinsam entwickelten Stückes Glauben an die Möglichkeit der völligen Erneuerung der Welt, für das er 2020 bereits zum zweiten Mal als Schauspieler des Jahres von Kritikern in Deutschland, Österreich und der Schweiz in der Zeitschrift Theater heute ausgezeichnet wurde.

### Film und Fernsehen

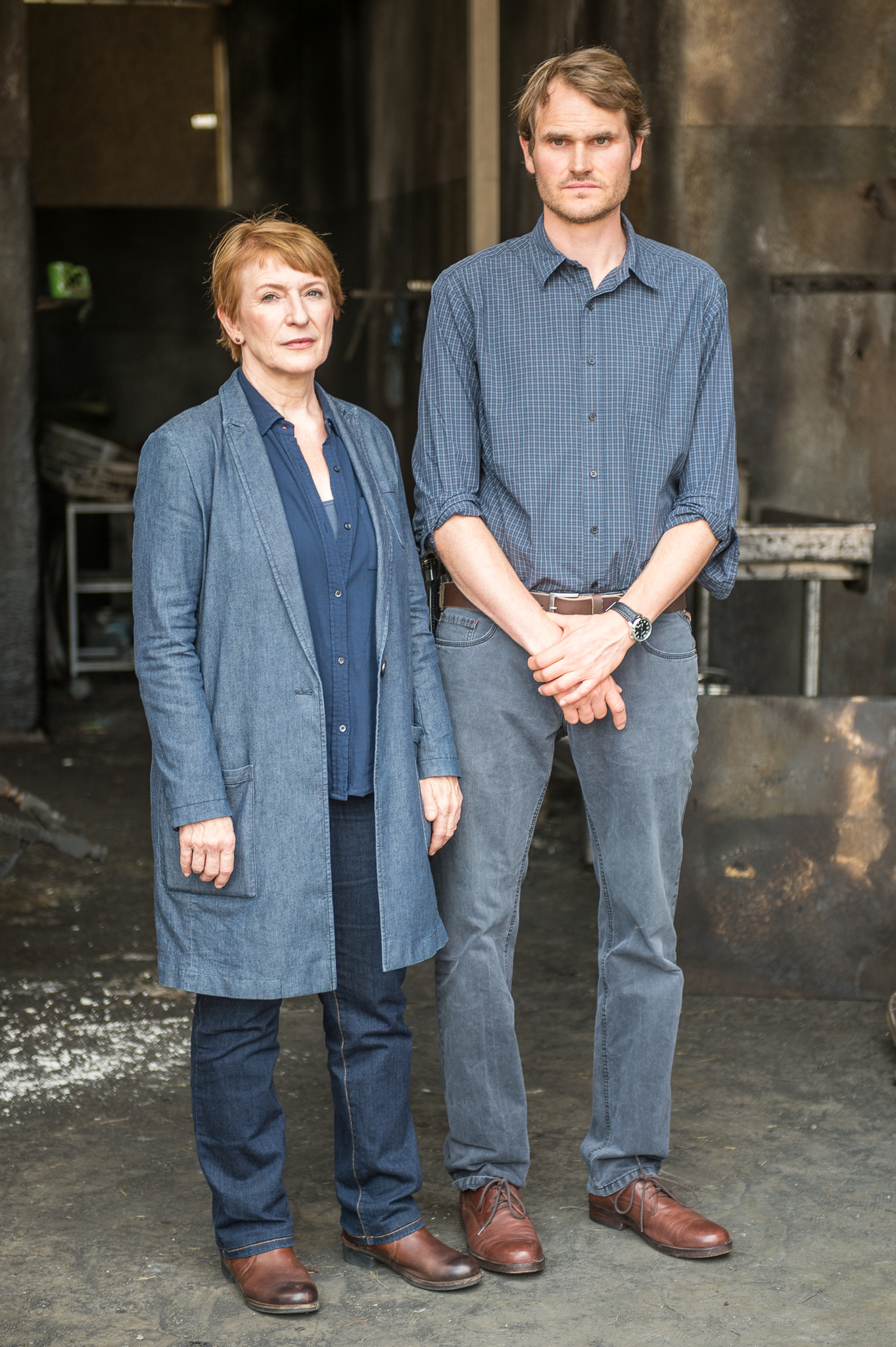
Fabian Hinrichs und Dagmar Manzel beim Tatort-Dreh, 2016

Sein Filmdebüt gab Hinrichs in der 2003 gedrehten und 2004 uraufgeführten schwarzen surrealen Komödie Schussangst in der Hauptrolle des Lukas Eiserbeck. 2005 folgte als eine seiner bekanntesten Rollen die des Widerstandskämpfers Hans Scholl im Oscar-nominierten Spielfilm Sophie Scholl – Die letzten Tage und die Rolle des Alexander Halberstadt in der deutsch-belgischen Kinoproduktion Die Bluthochzeit. 2006 trat er in dem Kinofilm Neandertal neben Jacob Matschenz in einer Nebenrolle als Richard auf. Er war in der Rolle des Daniel in dem 2007 gedrehten Drama Früher oder später unter der Regie von Ulrike von Ribbeck zu sehen.
In Liebe und andere Gefahren, der als ZDF-Fernsehfilm der Woche am 16. März 2009 im deutschen Fernsehen ausgestrahlt wurde, spielte Hinrichs einen der Polizeibeamten, Henning Linker. Ein weiterer ZDF-Film mit Fabian Hinrichs war Rainer Kaufmanns Das Beste kommt erst.
In dem Ende 2009 erschienenen Spielfilm 66/67 – Fairplay war gestern spielte Hinrichs den Fußballfan Florian, der mit seinen fünf Freunden zwischen der Liebe zu dem Fußballclub Eintracht Braunschweig, Gewalt und Freundschaft den Weg durchs Leben sucht. Für den Film Schwerkraft schlüpfte Hinrichs in die Rolle des Bankers Frederick Feinermann, der nach dem Selbstmord eines seiner Kunden auf die schiefe Bahn gerät und fortan all das auslebt, was er die Jahre zuvor unterdrückt hatte. Beim Filmfestival Max Ophüls Preis 2010 erhielt Hinrichs dafür einen nur ausnahmsweise vergebenen Sonderpreis Schauspiel.
Viel Aufmerksamkeit erhielt Ende 2012 Hinrichs’ Darstellung des nervenden Assistenten Gisbert Engelhardt im Münchner Tatort Der tiefe Schlaf. Seit April 2015 ist Hinrichs an der Seite von Dagmar Manzel im neuen zweiten Tatort-Team des Bayerischen Rundfunks in Nürnberg, das in ganz Franken ermittelt, als Hauptkommissar Felix Voss zu sehen.
In dem historischen Zweiteiler Zwischen Himmel und Hölle übernahm er 2017 die Rolle des deutschen Humanisten, Theologen, Reformators und Historikers Georg Spalatin.
2022 spielte er die Hauptrolle des Kommissars Peter Simon in der ARD-Serie ZERV.
Hinrichs ist Mitglied bei der Deutschen und der Europäischen Filmakademie.

### Privates
Fabian Hinrichs ist verheiratet, hat mit seiner Frau zwei Kinder und lebt in Potsdam. Vor der Berlin-Wahl 2021 unterzeichnete er zusammen mit etwa 100 Kulturschaffenden einen Aufruf zur Unterstützung von Klaus Lederer, Kandidat von Die Linke für das Amt des Regierenden Bürgermeisters.

## Filmografie

### Kinofilme
- 2003: Schussangst
- 2005: Sophie Scholl – Die letzten Tage
- 2005: Die Bluthochzeit
- 2006: Neandertal
- 2007: Früher oder später
- 2009: Schwerkraft
- 2009: 66/67 – Fairplay war gestern
- 2010: Hochzeitspolka
- 2014: Töchter
- 2014: Stereo
- 2014: Alles inklusive
- 2015: Becks letzter Sommer
- 2018: Wackersdorf
- 2020: Die Vergesslichkeit der Eichhörnchen
- 2022: Wir sind dann wohl die Angehörigen
- 2024: Landesverräter[15]

### Fernsehfilme
- 2008: Das Beste kommt erst
- 2009: Liebe und andere Gefahren
- 2009: Dutschke
- 2012: In den besten Familien
- 2013: Beste Bescherung
- 2015: Der Fall Barschel
- 2015: Unterm Radar
- 2017: Die Firma dankt
- 2017: Zwischen Himmel und Hölle (Zweiteiler)
- 2019: Klassentreffen
- 2019: Ich brauche euch
- 2019: Preis der Freiheit (Dreiteiler)
- 2020: Irgendwann ist auch mal gut
- 2022: ZERV – Zeit der Abrechnung
- 2022: Meine Tochter, Kreta und ich
- 2023: Flunkyball

### Fernsehserien und -reihen
- 2004: Großstadtrevier (Folge Alte Liebe)
- 2006: Bella Block: Blackout
- 2006: Der Kriminalist (Folge Am Abgrund)
- 2007: Bloch: Der Kinderfreund
- 2007: Der Dicke (Folge Wahlverwandtschaften)
- 2008: Einsatz in Hamburg – Ein sauberer Mord
- 2009: Tatort: Borowski und die heile Welt
- 2009: Tatort: Mit ruhiger Hand
- 2010: Countdown – Die Jagd beginnt (Folge Klassentreffen)
- 2010: SOKO Leipzig (Folge Fehler im System)
- 2010: Die Draufgänger (Folge Mein Land)
- 2012: SOKO Stuttgart (Folge Herbstzeitlose)
- 2012: Flemming (Folge Gruppenspiele)
- 2012: Tatort: Der tiefe Schlaf
- 2013: Polizeiruf 110: Wolfsland
- seit 2015: Tatort als KHK Felix Voss
  - 2015: Der Himmel ist ein Platz auf Erden
  - 2016: Das Recht, sich zu sorgen
  - 2017: Am Ende geht man nackt
  - 2018: Ich töte niemand
  - 2019: Ein Tag wie jeder andere
  - 2020: Die Nacht gehört dir
  - 2021: Wo ist Mike?
  - 2022: Warum
  - 2023: Hochamt für Toni
  - 2024: Trotzdem
- 2019: 8 Tage (8 Folgen)
- 2019: Schwartz & Schwartz: Der Tod im Haus
- 2023: Die nettesten Menschen der Welt
- 2024: Spreewaldkrimi – Böses muss mit Bösem enden
- 2025: Die Affäre Cum-Ex

### Theateraufzeichnungen
- 2024: Ein Volksbürger – Eine politische Farce im Haus der Bundespressekonferenz

## Hörspiele und Features
- 2005: Schorsch Kamerun: Eisstadt – Regie: Schorsch Kamerun (Hörspiel – WDR)
- 2006: Schorsch Kamerun: Ein Menschenbild, das in seiner Summe Null ergibt – Regie: Schorsch Kamerun (Hörspiel – WDR)
- 2008: Jonathan Lethem: Du liebst mich, Du liebst mich nicht – Regie: Beate Andres (Hörspiel – NDR)
- 2008: Paul Plamper, Julian Kamphausen: Die Unmöglichen – Regie: Paul Plamper, Julian Kamphausen (Hörspiel – WDR/SWR)[16]
- 2008: Paul Plamper: RUHE 1 – Regie: Paul Plamper (Hörspiel – WDR/Museum Ludwig)
- 2010: Paul Plamper: Tacet (Ruhe 2) – Regie: Paul Plamper (Hörspiel – WDR/DLF)
- 2011: Paul Plamper: Das akustische Kleist Denkmal – Regie: Paul Plamper (Hörspiel-Parcours – Kulturstiftung des Bundes/Maxim-Gorki-Theater)
- 2013: Manuel Gogos: Die Griechenlandfahrer Regie: Axel Pleuser (WDR)
- 2013: E. M. Cioran: Vom Nachteil, geboren zu sein – Regie: Kai Grehn (Hörspiel – SWR)
- 2014: Maraike Wittbrodt: Wolfsmutter – Regie: Wolfgang Rindfleisch (Kinderhörspiel – DKultur)
- 2017: Paul Plamper: Dienstbare Geister – Regie: Paul Plamper (Original-Hörspiel – WDR/BR/MDR/DLF Kultur/Ruhrtriennale/Maxim-Gorki-Theater)
- 2017: Sibylle Berg: Viel gut essen – Regie: Stefan Kanis (MDR/WDR 2017)
- 2018: Claudia Weber: Erlösung. Ein Making-of – Regie: Claudia Weber (Original-Hörspiel – SWR)
- 2021: Robert Weber: Golgatha – Regie: Annette Kurth (WDR)[17]
- 2023: Kai Grehn: Die Causa Jeanne d'Arc – Regie: Kai Grehn (Hörspiel – SWR/RBB)

## Auszeichnungen
- 2005: New Faces Award für Sophie Scholl – Die letzten Tage
- 2009: Nominierung für den Deutschen Fernsehpreis in der Kategorie „Bester Schauspieler – Nebenrolle“ für den Tatort Borowski und die heile Welt
- 2010: Sonderpreis beim Filmfestival Max Ophüls Preis für seine Rolle in Schwerkraft
- 2010: Nominierung für den Deutschen Filmpreis in der Kategorie „Beste darstellerische Leistung – männliche Hauptrolle“ für Schwerkraft
- 2010: Schauspieler des Jahres für Ich schau dir in die Augen, gesellschaftlicher Verblendungszusammenhang!
- 2012: Alfred-Kerr-Darstellerpreis für seine Rolle in dem Theaterstück Kill your Darlings! Streets of Berladelphia an der Volksbühne Berlin
- 2013: Deutsche Akademie für Fernsehen, nominiert als „Bester Schauspieler Hauptrolle“ für Der tiefe Schlaf
- 2014: Nominierung für den Deutschen Schauspielerpreis, „Bester Schauspieler Nebenrolle“ für Tatort – Der tiefe Schlaf
- 2014: Ulrich-Wildgruber-Preis
- 2016: Nominierung für den Bayerischen Fernsehpreis als „Bester Schauspieler“ in den Kategorien „Fernsehfilme/Serien und Reihen“ für Der Himmel ist ein Platz auf Erden, Unterm Radar und Der Fall Barschel
- 2020: Schauspieler des Jahres in der Kritikerumfrage der Zeitschrift Theater heute für seine Darstellung in René Polleschs Stück Glaube an die Möglichkeit der völligen Erneuerung der Welt
- 2022: Preis der Deutschen Akademie für Fernsehen in der Kategorie Schauspieler Hauptrolle für ZERV – Zeit der Abrechnung